# Camponotus bocki
Camponotus bocki é uma espécie de inseto do gênero Camponotus, pertencente à família Formicidae.